# شويلر غرانت
شويلر غرانت (بالإنجليزية: Schuyler Grant)‏ هي ممثلة أمريكية، ولدت في 29 أبريل 1970 في لوس غاتوس في الولايات المتحدة.

## وصلات خارجية
- شويلر غرانت على موقع IMDb (الإنجليزية)
- شويلر غرانت على موقع قاعدة بيانات الفيلم (الإنجليزية)